# Oortje (munt)

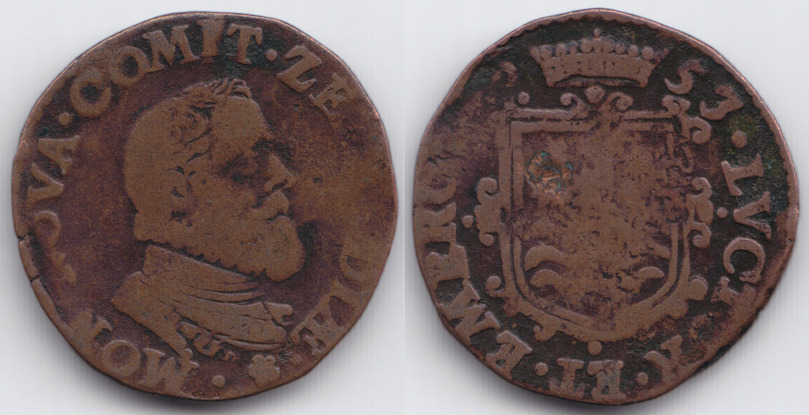
Oortje 1653 (57), Zeeland. Koper, diameter 24,5 mm, gewicht 4,1 g. Op de voorzijde staat een portret van Prins Maurits van Oranje.

Een oortje (soms: oord) was een Nederlands koperen geldstuk ter waarde van ƒ 0,0125, dat is twee duiten, een kwart stuiver of 1/80 gulden, dat met de decimalisatie van het Nederlandse geldsysteem verdween aan het begin van de 19e eeuw. In België werd de term na de decimalisatie gebruikt voor een munt van 2 centiem. Daar is de term in onbruik geraakt, toen de twee-centiemstukken vanwege de inflatie buiten omloop werden gesteld. 
Eén oortje was twee duiten waard, en vier oortjes waren een stuiver waard. In een gulden gingen dus 80 oortjes.
Er worden verschillende verklaringen gegeven voor de naam: 
- Afleiding van het Latijnse woord aureus (gouden munt), evenals het Deense øre.
- Ontleend aan de herkomst (oord), die op de munt stond vermeld.
- In de Middeleeuwen waren er talrijke munten in omloop die door een kruis in vier oorden (hoeken) verdeeld waren. 'Oord' kreeg zo de betekenis vierde deel van een munt.

De naam van het oortje is bewaard gebleven in de uitdrukkingen zijn laatste oortje versnoept hebben en hij zou een oortje in vieren bijten. Het Oortjespad nabij het Utrechtse gehucht (de) Kanis ontleent zijn naam aan het muntje dat moest worden betaald om vroeger gebruik te mogen maken van het pad.